# Staatsbibliotheek van West-Australië
De staatsbibliotheek van West-Australië (Engels: State Library of Western Australia - SLWA) is de centrale bibliotheek van West-Australië. Ze is gevestigd in de 'Alexander Library Building' in het culturele centrum van Perth.

## Geschiedenis
Op 26 januari 1889 opende de 'Victoria Public Library' tijdelijk in een voormalig bankgebouw op 'St George's Terrace'. In augustus 1897 verhuisde het naar een gebouw in 'James Street'. In het gebouw waren ook het Museum en de Art Gallery of Western Australia gevestigd.
In 1903 barstte de bibliotheek uit haar voegen en verhuisde naar een belendend gebouw. Om verwarring met de bibliotheek in Melbourne tegen te gaan veranderde ze een jaar later van naam. De 'Victoria Public Library' werd in 1904 de 'Public Library of Western Australia'. Op 18 augustus 1913 werd de bibliotheek verruimd met een aanbouw die de 'Hackett Hall' werd genoemd.
De 'Library Board of Western Australia Act' werd in 1951 goedgekeurd. De bibliotheek kreeg een bestuur ('Library Board') en Francis A. Sharr werd de eerste staatsbibliothecaris van West-Australië. Hij herstructureerde de bibliotheek. Ze werd tot de 'State Library of Western Australia' hernoemd en opende op 14 december 1956 officieel de deuren. Tegen de jaren 1970 was het bibliotheekgebouw weer te klein. Premier Brian Burke opende de nieuwe 'Alexander Library Building' officieel op 18 juni 1985. Het gebouw werd vernoemd naar Fred Alexander, de voorzitter van de 'Library Board' van 1952 tot 1982.
In 1988 werden de bibliotheek en de staatsarchieven administratief gescheiden en in 2000 werd de 'State Records Office of Western Australia' een volledig aparte instelling.

## Werking

### Hoofdbibliotheek
De hoofdbibliotheek en administraties zijn in de 'Alexander Library Building' in het culturele centrum van Perth gehuisvest. In de hoofdbibliotheek zijn een honderdtal computers en gratis WIFI beschikbaar.

### 'J S Battye Library of West Australian History'
De collectie werken afkomstig uit West-Australië werd ondergebracht in de 'J S Battye Library of West Australian History'. James Sykes Battye begon op 1 augustus 1894 als bibliothecaris voor de 'Victoria Public Library' te werken. Hij werd hoofd van de bibliotheek. Battye schreef verscheidene werken over de geschiedenis van West-Australië. Hij verzamelde heel wat informatie. Battye stierf op 15 juli 1954. Hij was toen 60 jaar in dienst van de bibliotheek. Toen de door Sharr geherstructureerde SLWA in 1956 van start ging, werd de West-Australische collectie in de 'J S Battye Library of West Australian History' ondergebracht. De collectie huist op de derde en vierde verdieping van de 'Alexander Library Building' en maakt deel uit van de SLWA.

### 'Library Board of Western Australia'
Het bestuur van de SLWA organiseert de gezamenlijke aankoop van uitleenmateriaal voor de 233 West-Australische lokale openbare bibliotheken. Ze financiert de lokale bibliotheken, verzorgt een online deelstaatcatalogus en organiseert een boekuitwisselingsprogramma. In samenwerking met de lokale besturen (LGA) tekent ze de hervormingen voor de bibliotheekdiensten uit en implementeert deze.
De LGA's zorgen voor de fysieke infrastructuur en de werknemers voor de lokale openbare bibliotheken. Ze zijn verantwoordelijk voor de financiële steun die ze van het bestuur van de SLWA ontvangen, implementeren de met het bestuur overeengekomen hervormingen van de bibliotheekdiensten en rapporteren over dit alles aan de SLWA.

### Digitalisering
De SLWA is een van de negen leden van de federale instelling 'National and State Libraries Australia' (NSLA). In augustus 2019 lanceerde de NSLA en haar leden de 'national edeposit' (NED). Bedoeling is om alle collecties in NED te digitaliseren. NED is publiek toegankelijk via Trove. Ook via het 'Cultural WA'-platform zijn de digitale collecties van de SLWA - samen met onder meer de gedigitaliseerde collecties van het Museum en de Art Gallery of Western Australia - te raadplegen.

### Better Beginnings
De SLWA nam het in 2004 ontwikkelde Amerikaanse programma Better Beginnings over. Het doel is de toegankelijkheid van boeken bij kinderen te verbeteren en ouders er toe aan te zetten meer met hun kinderen bezig te zijn.

## Galerij

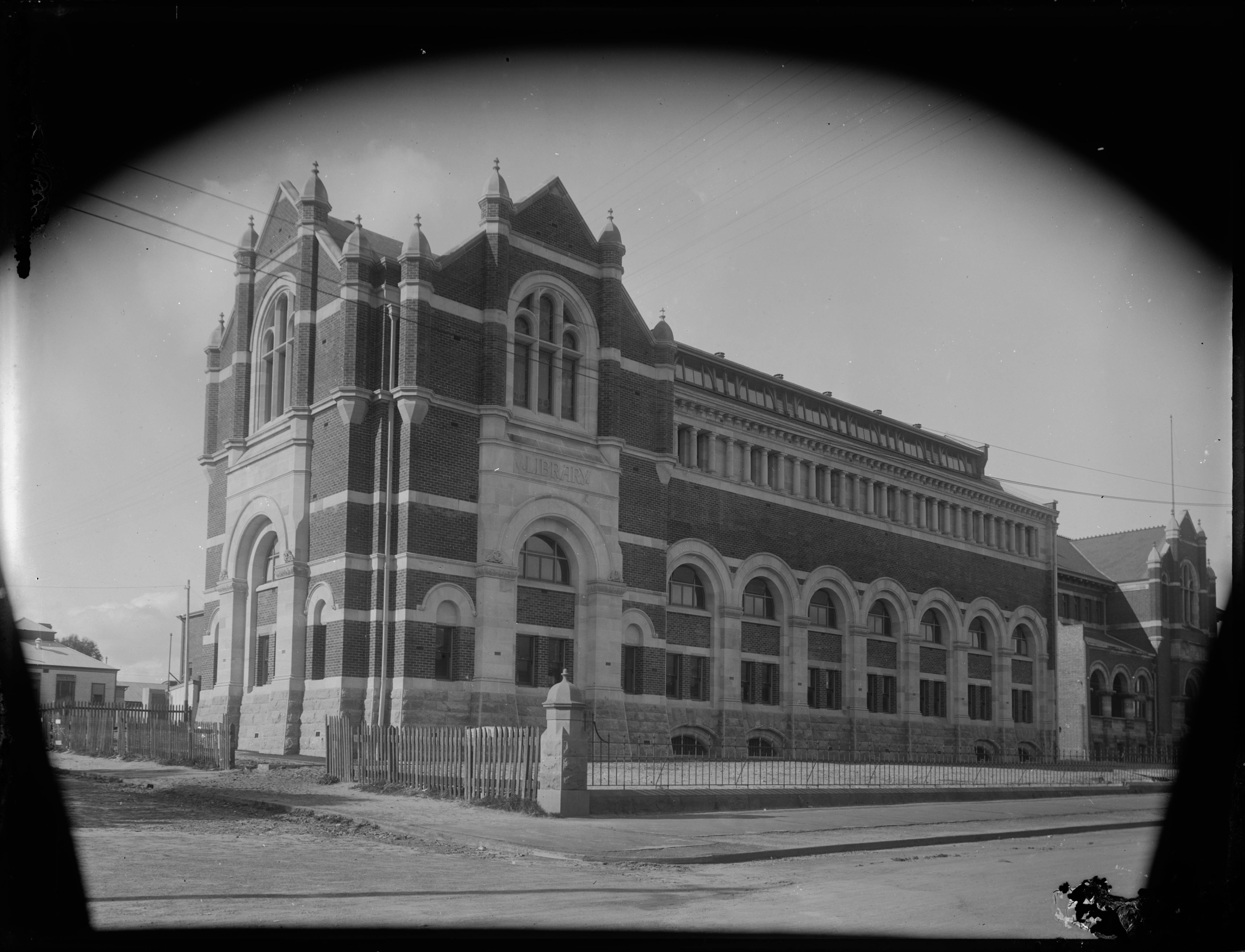
Buitenkant 'Hackett Hall' in 1913
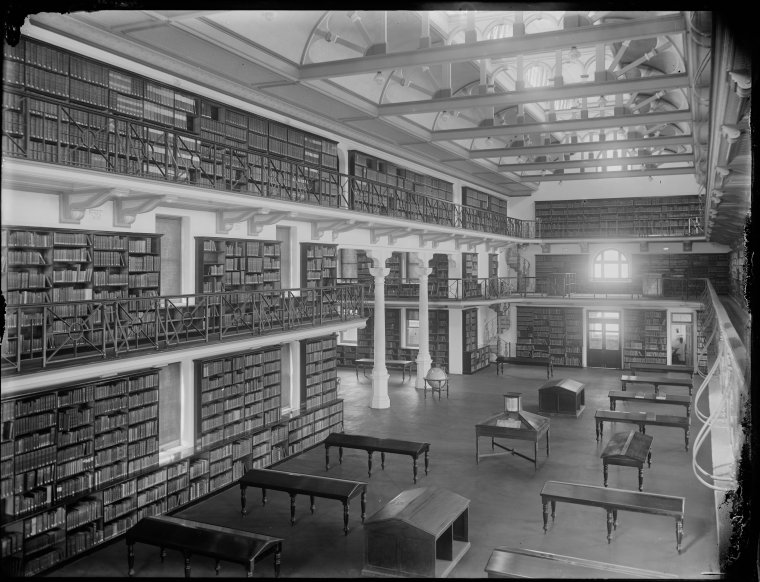
Binnenkant 'Hackett Hall' in 1913
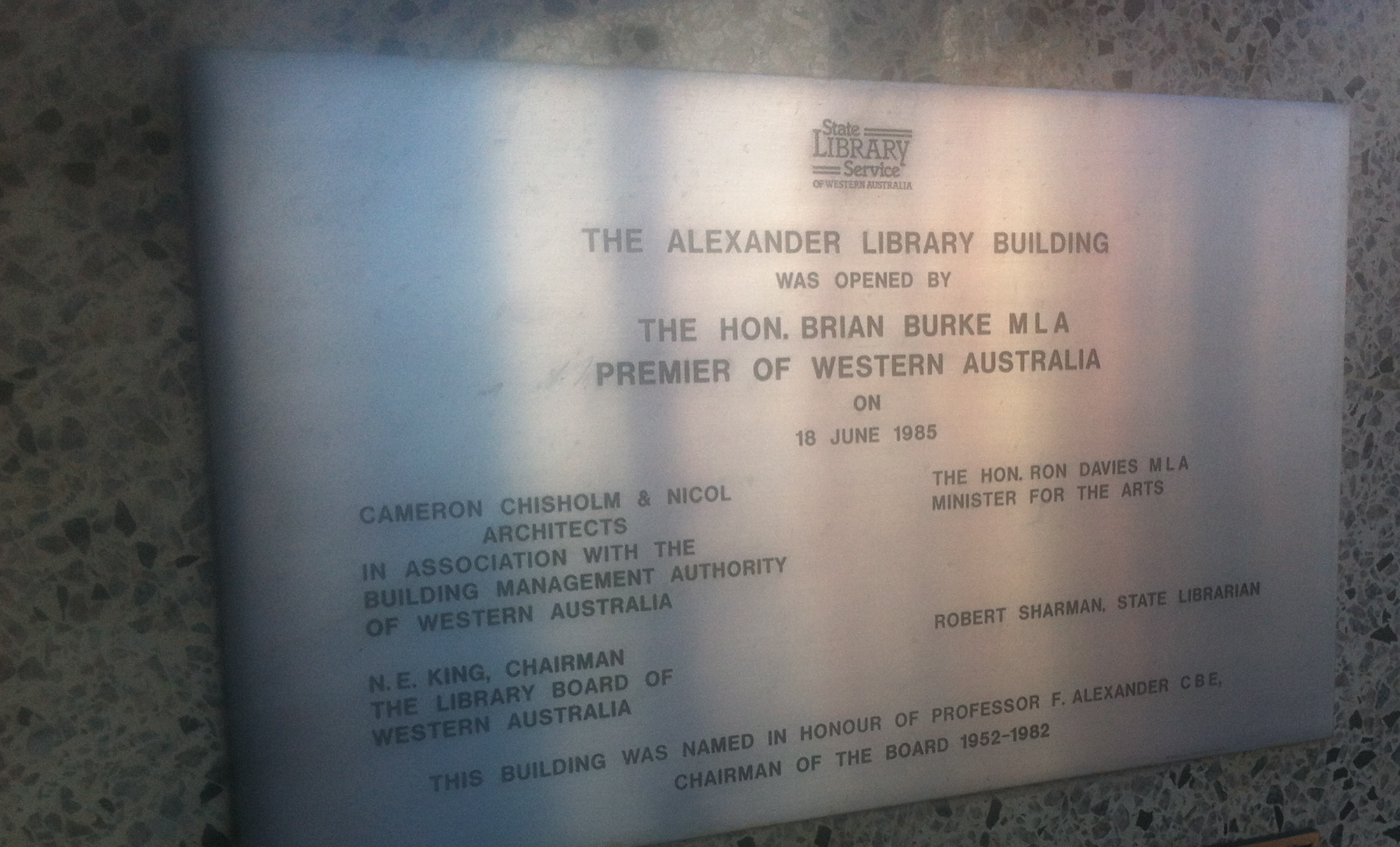
Gedenkplaat opening 'Alexander Library Building' (ALB)
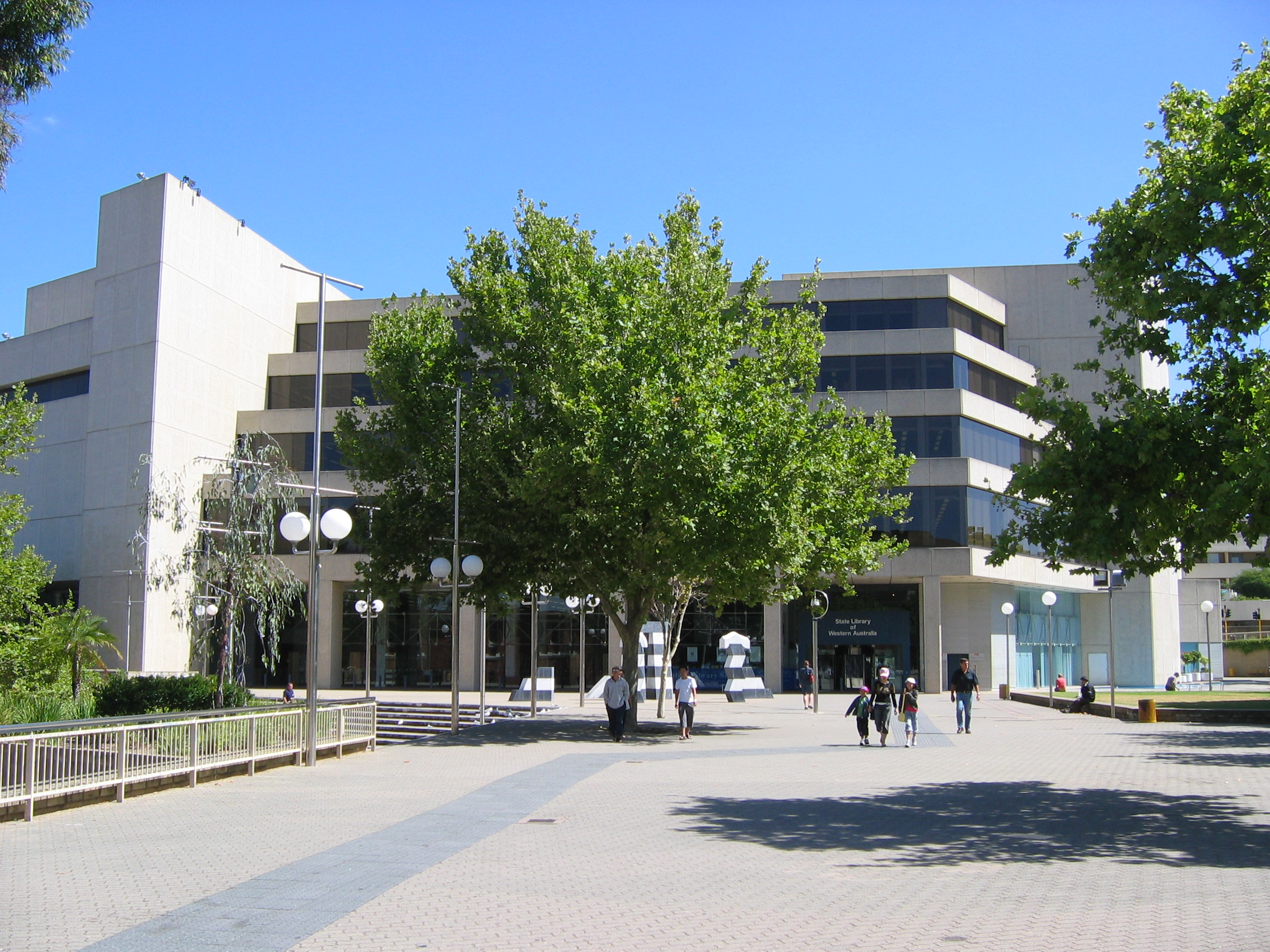
Buitenkant ALB in 2007
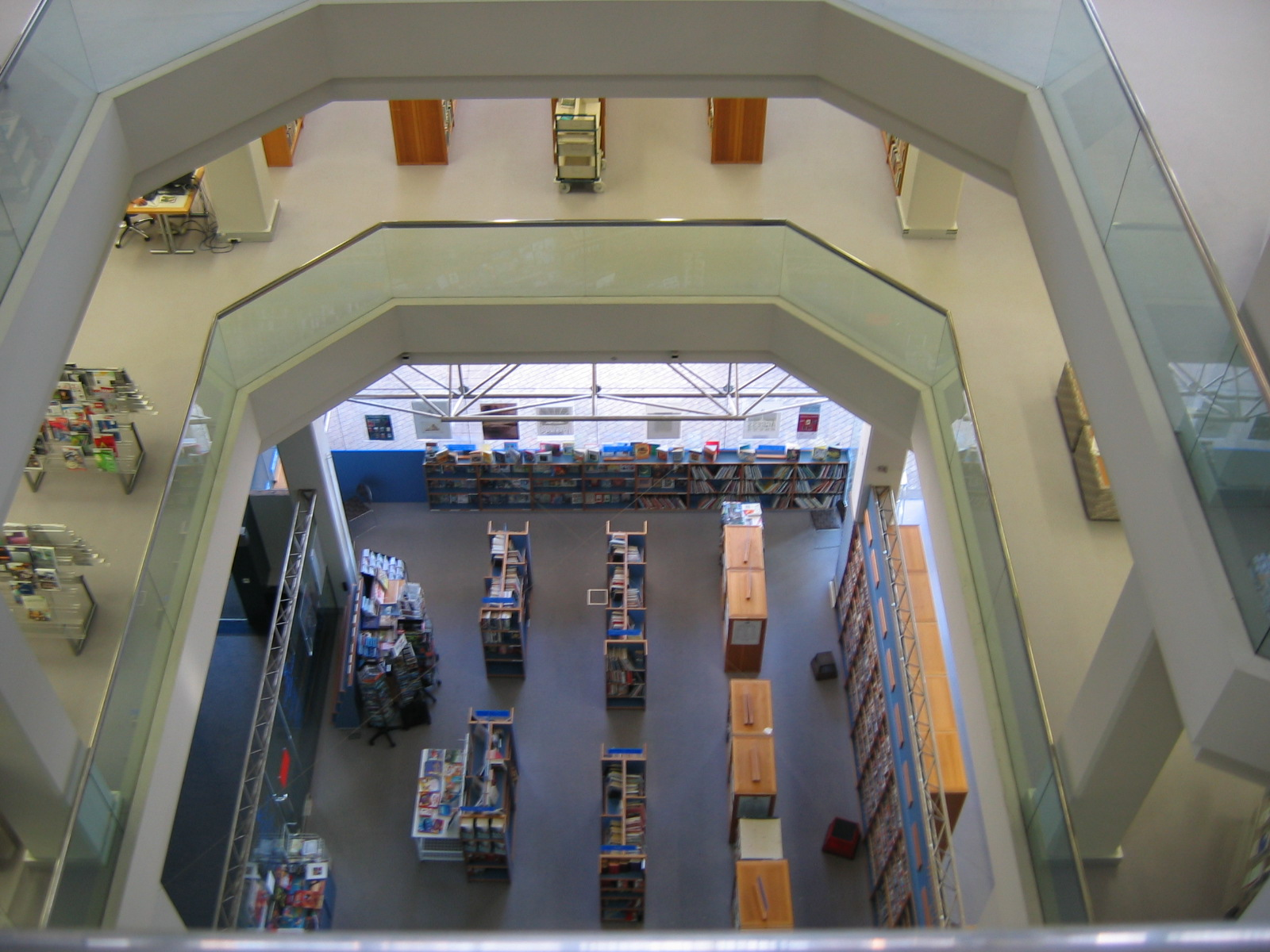
Binnenkant ALB in 2007
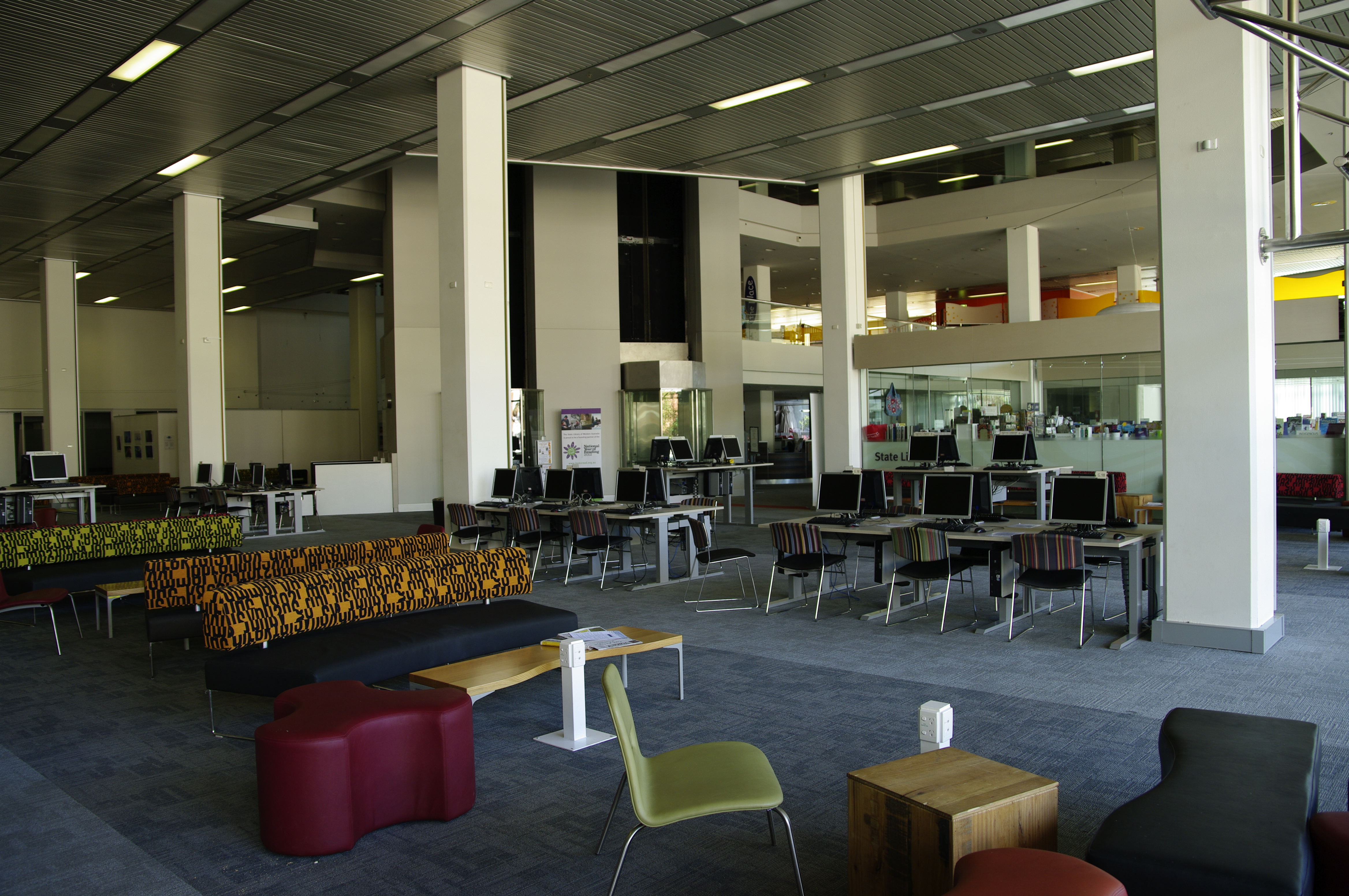
Binnenkant ALB in 2012
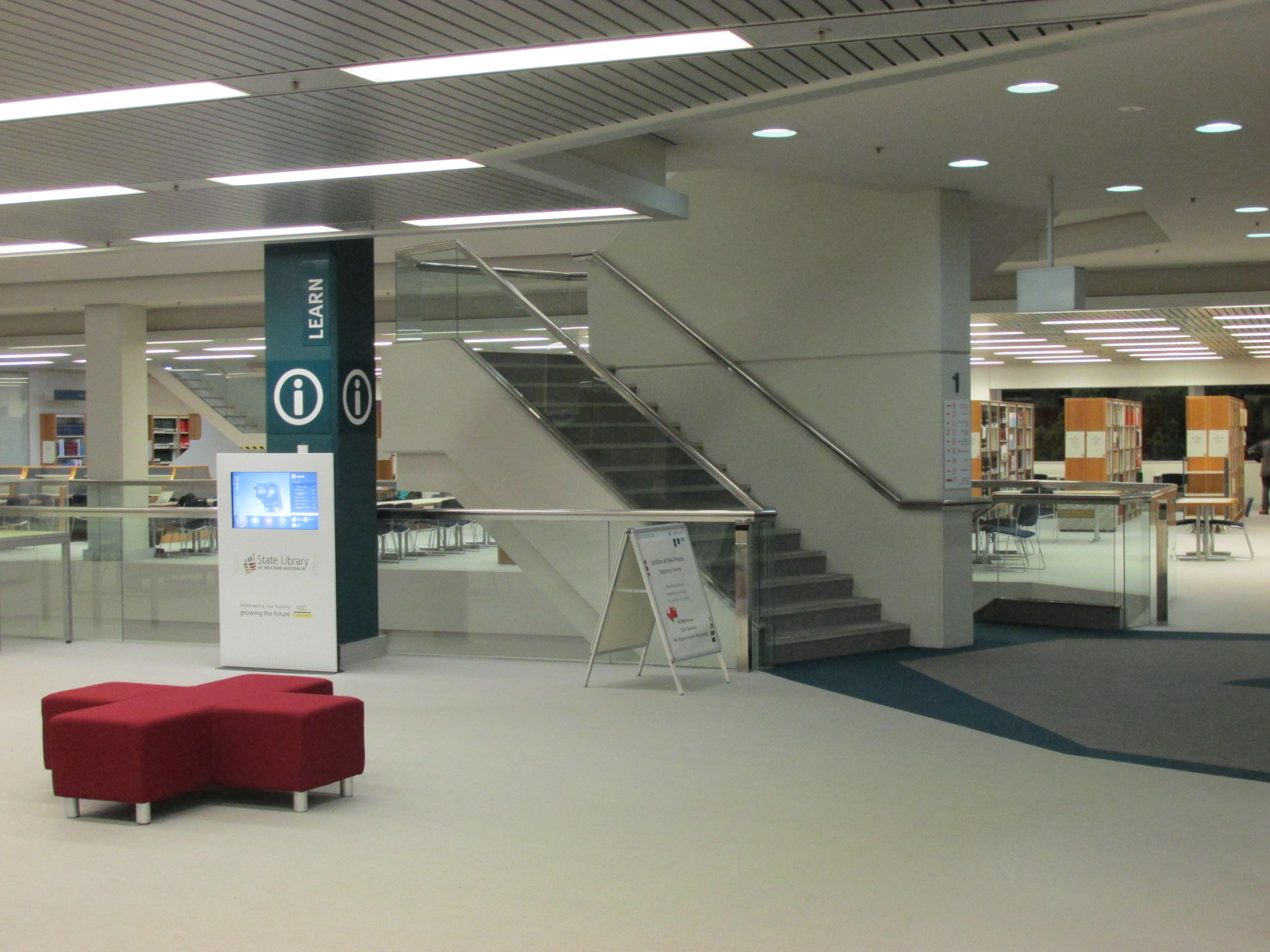
Eerste verdieping ALB in 2014